# Herznach-Ueken
Herznach-Ueken est une commune suisse du canton d'Argovie située dans le district de Laufenburg.
La commune est créée le 1er janvier 2023 par la fusion des anciennes communes de Herznach et d'Ueken.